# 1098
Високе Середньовіччя •  Золота доба ісламу •  Реконкіста •  Хрестові походи •  Київська Русь

## Геополітична ситуація
Візантію очолює Олексій I Комнін. Генріх IV є імператором Священної Римської імперії, а Філіп I — королем Франції.
Апеннінський півострів розділений: північ належить Священній Римській імперії, середню частину займає Папська область, південна частина півострова окупована норманами. Деякі міста півночі: Венеція, Піза, Генуя, мають статус міст-республік.
Південь Піренейського півострова захопили Альморавіди. Північну частину півострова займають християнські Кастилія, Леон (Астурія, Галісія), Наварра, Арагон та Барселона. Королем Англії є Вільгельм II Рудий, Магнус III Босоніг королем Норвегії, а Ерік I — королем Данії.
У Київській Русі княжить Святополк Ізяславич, а у Польщі Владислав I Герман. На чолі королівства Угорщина стоїть Коломан I.
Сельджуки окупували Персію та Малу Азію, в Єгипті владу утримують Фатіміди, у Магрибі панують Альморавіди, у Середній Азії правлять Караханіди, Газневіди втримують частину Індії. У Китаї продовжується правління династії Сун. На півдні Індії домінує Чола. В Японії триває період Хей'ан.

## Події
- Великий князь київський Святополк Ізяславич та переяславський князь Володимир Мономах захопили Володимир, прогнавши Давида Ігоровича.
- Спорудження в Переяславі на замовлення князя Володимира Всеволодовича (Мономаха) Успенського собору.
- Перший хрестовий похід:
  - 9 лютого війська хрестоносців завдали поразки еміру Алеппо Рідвану.
  - 7 березня утворилася перша держава хрестоносців — Едеське графство.
  - 3 червня після шестимісячної облоги хрестоносці захопили місто Антіохія (сучасна Туреччина), що перебувало під владою турків-сельджуків. Місто було розграбоване, а тисячі мусульман убиті.
  - Утворилося Антіохійське князівство, в якому владу захопив Боемунд Тарентський.
  - 11 грудня хрестоносці на чолі з Раймундом Тулузьким захопили Мааррат і влаштували в ньому різанину. Літописи свідчать про випадки канібалізму серед хрестоносців, яким не вистачало провіанту.
  - Фатіміди вибили тюрків із Єрусалима і відкрили його для християнських паломників, але зупинити хрестовий похід було вже неможливо.
- Імператор Священної Римської імперії Генріх IV позбавив спадщини свого старшого сина Конрада і призначив спадкоємцем молодшого сина Генріха.
- Норвезький флот короля Магнуса Босонога завадив англо-нормандцям підкорити Уельс.
- У Бургундії засновано орден цистерціанців.
- Церковний собор у Барі не зміг досягти примирення між східними та західними церквами.